# Alfredo Ozorio de Almeida
Alfredo Miguel Ozorio de Almeida (Miami, 25 de abril de 1946) é um físico brasileiro. Membro da Academia Brasileira de Ciências, foi condecorado com a Ordem Nacional do Mérito Científico com a classe Comendador em janeiro de 2002. Atualmente é pesquisador titular do Centro Brasileiro de Pesquisas Físicas.

## Biografia
Filho do diplomata brasileiro Miguel A. Ozorio de Almeida e sobrinho-neto do neurologista Miguel Ozorio de Almeida, nasceu em Miami, Estados Unidos, em 1946, quando seu pai desempenhava seu primeiro posto diplomático.
Ingressou no curso de física na Pontifícia Universidade Católica do Rio de Janeiro em 1966. Antes de terminar o curso, transferiu-se para a Universidade de Bristol, onde reiniciou o bacharelado em física e matemática em 1967. Fez seu doutoramento na mesma universidade sob a orientação do professor Michael Berry.
Voltou ao Brasil em 1974 e estabeleceu-se como professor na Universidade Estadual de Campinas, onde trabalhou até 1994, quando mudou-se definitivamente para o Centro Brasileiro de Pesquisas Físicas na cidade do Rio de Janeiro.

## Obras
É autor do livro Hamiltonian systems: Chaos and Quantization, publicado pela Cambridge University Press, cuja versão em português foi publicada pela Editora da Unicamp. Este livro é um dos primeiros livros sobre caos quântico.

## Prêmios e honrarias
Dentre os prêmios e reconhecimentos que possui, estão:
- Membro da Academia Brasileira de Ciências.
- Membro da Sociedade Brasileira de Física.
- Prêmio "Martin Gutzwiller",[5] do Instituto Max Planck  em agosto de 2001.
- Comendador da Ordem Nacional do Mérito Científico otorgado pela  Presidencia da República do Brasil em 2002.
- Prêmio de Reconhecimento Acadêmico do  Instituto de Física da Unicamp em 1988.

De acordo com The Mathematics Genealogy project, tem orientado de pelo menos dez estudantes de doutoramento.